# Гоночный трек

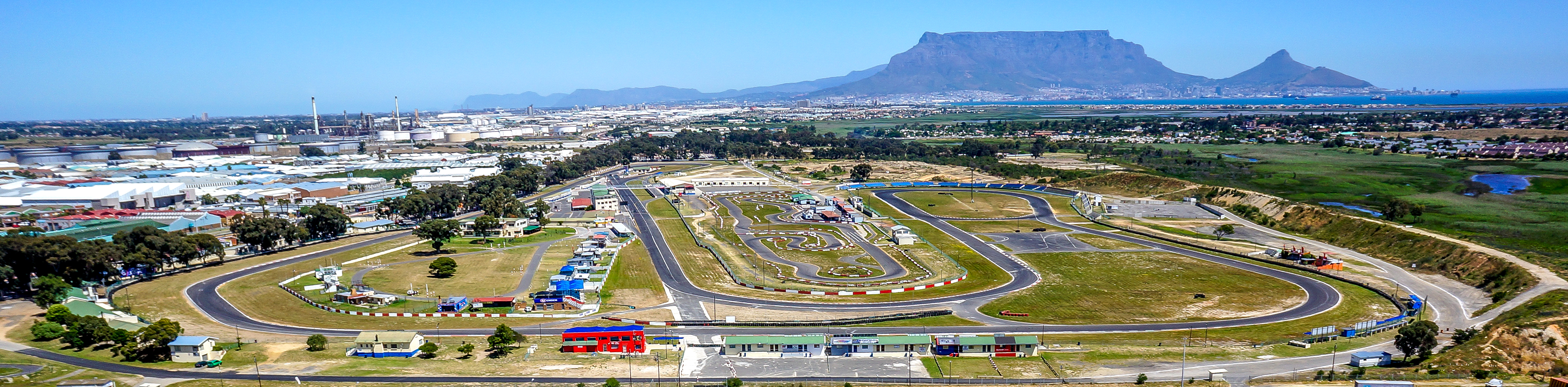
Вид с воздуха на гоночную трассу Килларни в Кейптауне, Южная Африка.

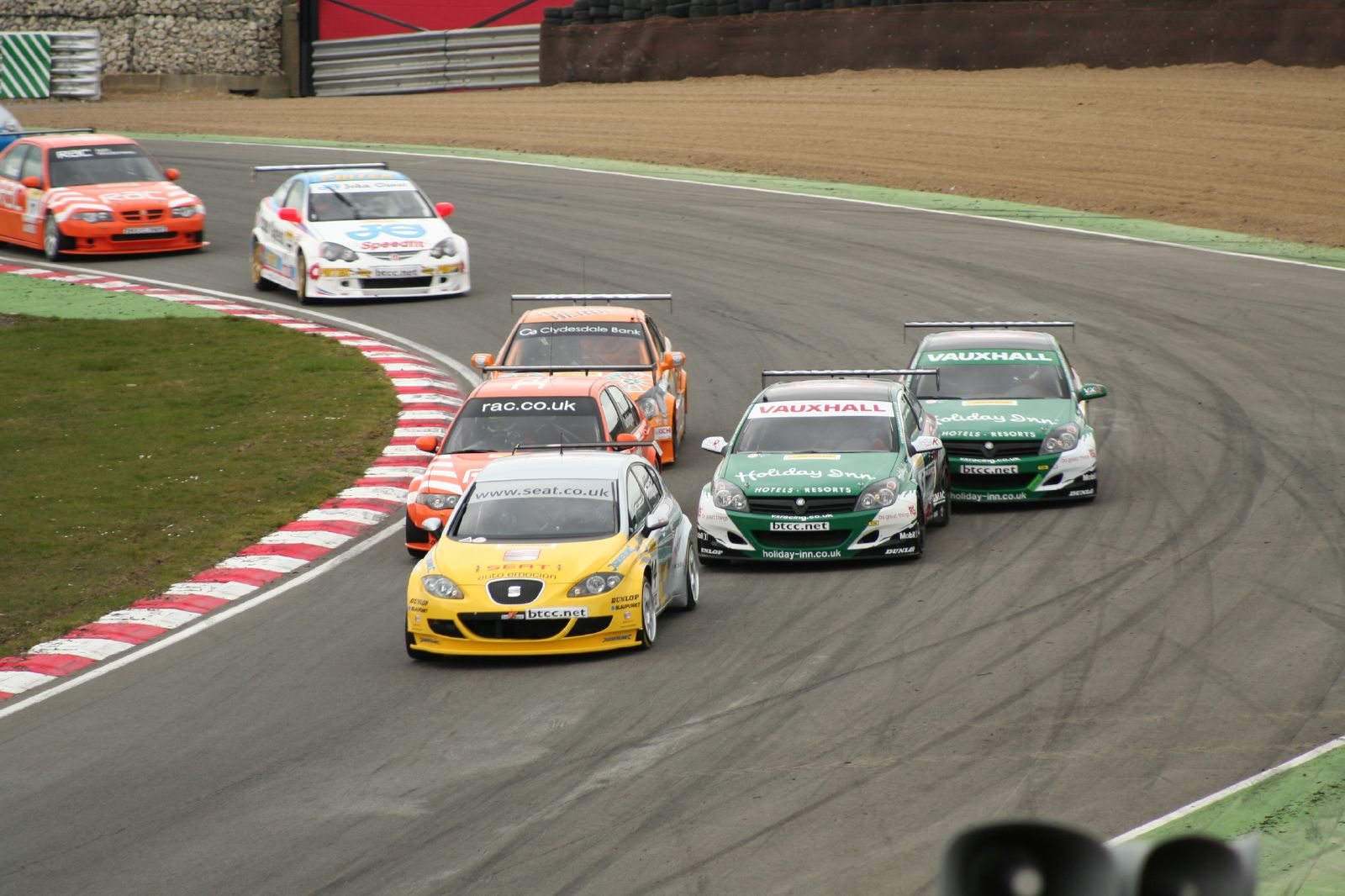
Гонка Touring Car на трассе Brands Hatch

Гоночная трасса (гоночный трек) — это сооружение, построенное для гонок транспортных средств, спортсменов или животных, например, скачки на лошадях или собачьи бега. На гоночной трассе также могут быть трибуны или залы. Гоночные трассы также используются при изучении передвижения животных.
- Автодром — постоянное сооружение или здание для гонок транспортных средств.
- Ипподром —  термин гоночного трека для лошадей, встречающийся в таких странах, как Великобритания, Индия, Австралия, Гонконг и Объединенные Арабские Эмираты.
- Велодром — гоночные трассы, построенные для велосипедистов.
- Трасса — это общий альтернативный термин для обозначения гоночной трассы, учитывая конфигурацию большинства гоночных трасс, позволяющую проводить гонки в несколько кругов. Некоторые гоночные трассы могут также называться спидвеями или гоночными трассами.
- Санно-бобслейная трасса — ледяной жёлоб для спуска на санях.

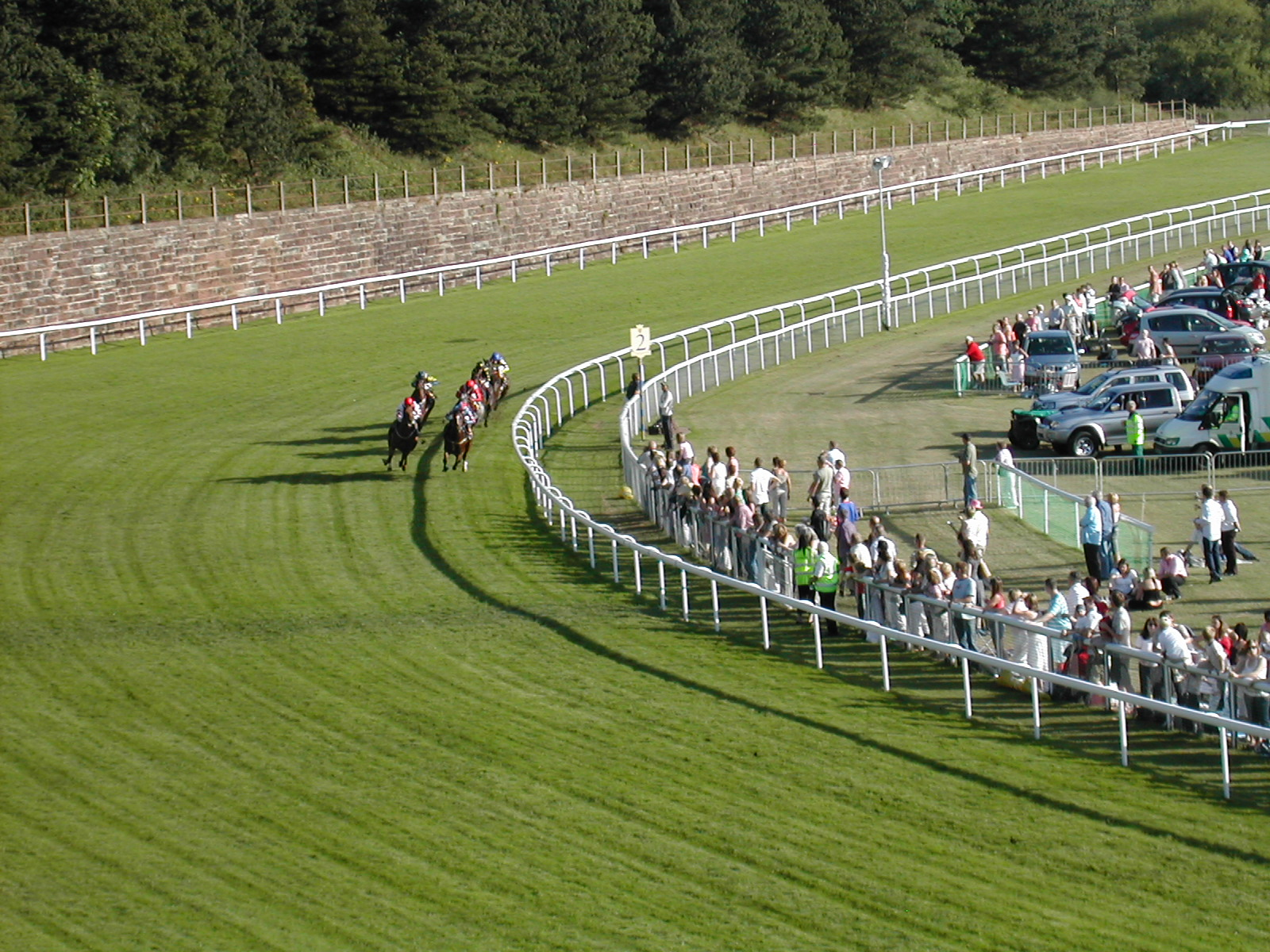
Типичный ипподром

## История
Некоторые свидетельства того, что ипподромы создавались в нескольких древних цивилизациях, остались. Наиболее развитыми античными ипподромами были ипподромы древних греков и цирки Римской империи. Обе эти конструкции были предназначены для скачек на лошадях и колесницах. Стадион Большого цирка в Древнем Риме мог вместить 200 000 зрителей.
Гоночные сооружения существовали и в средние века. Существуют записи об открытии общественного ипподрома в Ньюмаркете в Лондоне в 1174. В 1780 году граф Дерби организовал ипподром в своем поместье в Эпсоме; английское дерби проводится там до сих пор. Ипподромы на Британских островах имеют газонное покрытие, а в Соединенных Штатах гоночные трассы — грунтовые.

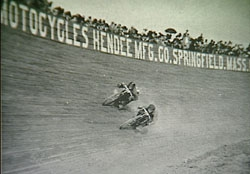
Гонки на мотоциклах по дорожке с большим уклоном, 1911 год.

С появлением автомобилей в конце 19 и начале 20 веков гоночные трассы были спроектированы так, чтобы соответствовать характеру механических машин. Самые ранние треки представляли собой модифицированные ипподромы. Гонки автомобилей на таких объектах начались в сентябре 1896 года в парке Наррагансетт в Крэнстоне, штат Род-Айленд. Гоночная трасса Indianapolis Motor Speedway была открыта в августе 1909 года.
Начиная с начала 1900-х годов гонки на мотоциклах проводились на высоких, наклонных, деревянных гоночных трассах, называемых Board track racing. В течение 1920-х годов многие гонки чемпионата AAA проводились на таких трассах. Современные гоночные трассы спроектированы с учетом того, что безопасность зрителей имеет первостепенное значение после инцидентов со смертельным исходом зрителей и маршалов трассы. Они часто включают зоны разбега, барьеры и высокие ограждения.

## Виды спорта

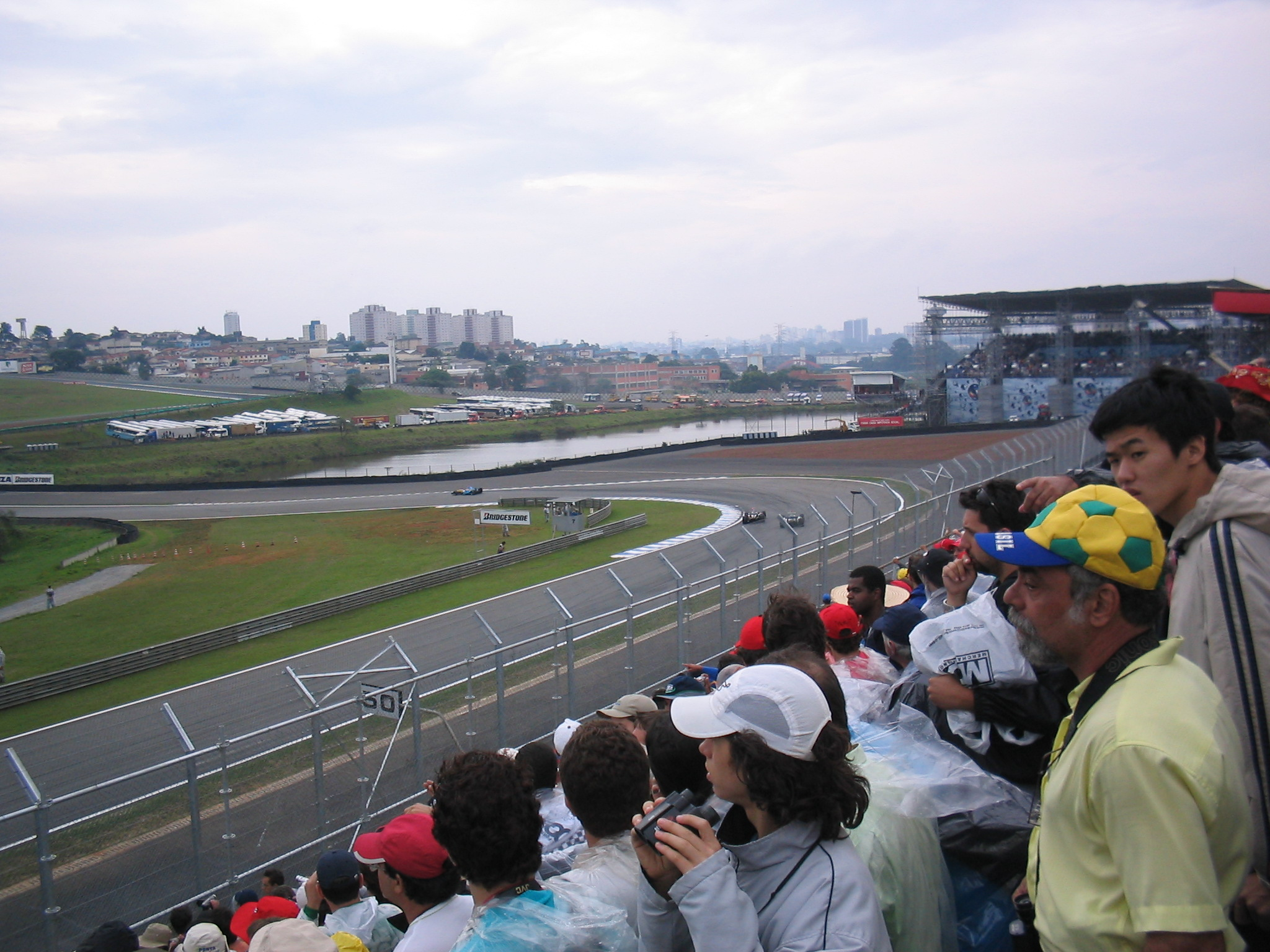
Autodromo José Carlos Pace Racetrack с защитным ограждением

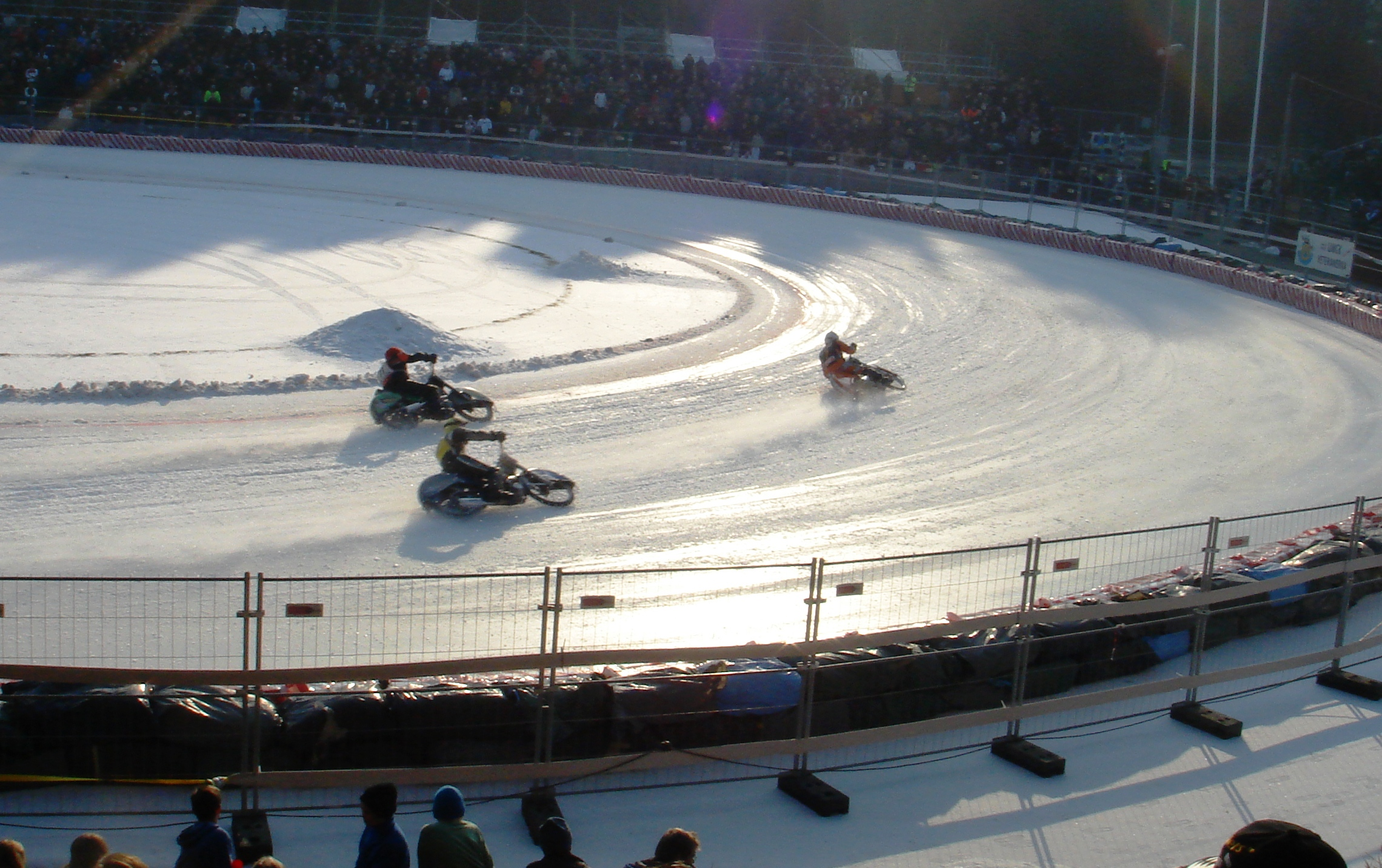
Гонки на мотоциклах по льду

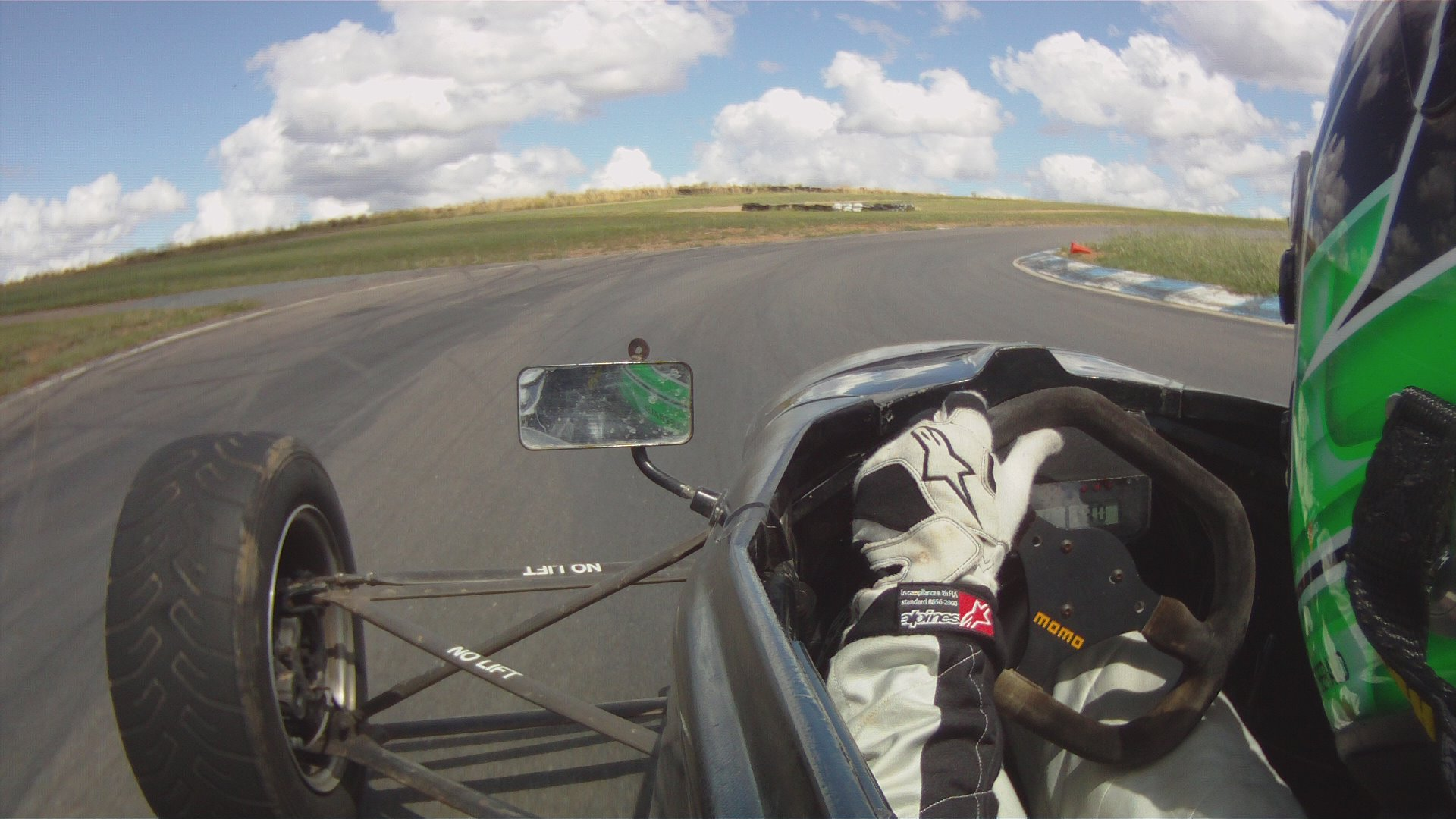
Вид на гоночную трассу из гоночной машины в парке Уэйкфилд, Австралия.

Гоночные трассы используются для:

### Спорт с животными
- Верблюжьи бега
- Собачьи бега
- Бега рысистые
- Конные скачки
- Тараканьи бега

### Человеческий спорт
- Бобслей
- Велоспорт
- Скелетон
- Легкая атлетика

### Автоспорт
- Автогонки
- Дрэг-рейсинг
- Гонки на картинге
- Гонки на мотоциклах
- Гонки на серийных автомобилях
- Трековый велоспорт
- Гонки на грузовиках
- Дрифт

## Конфигурации

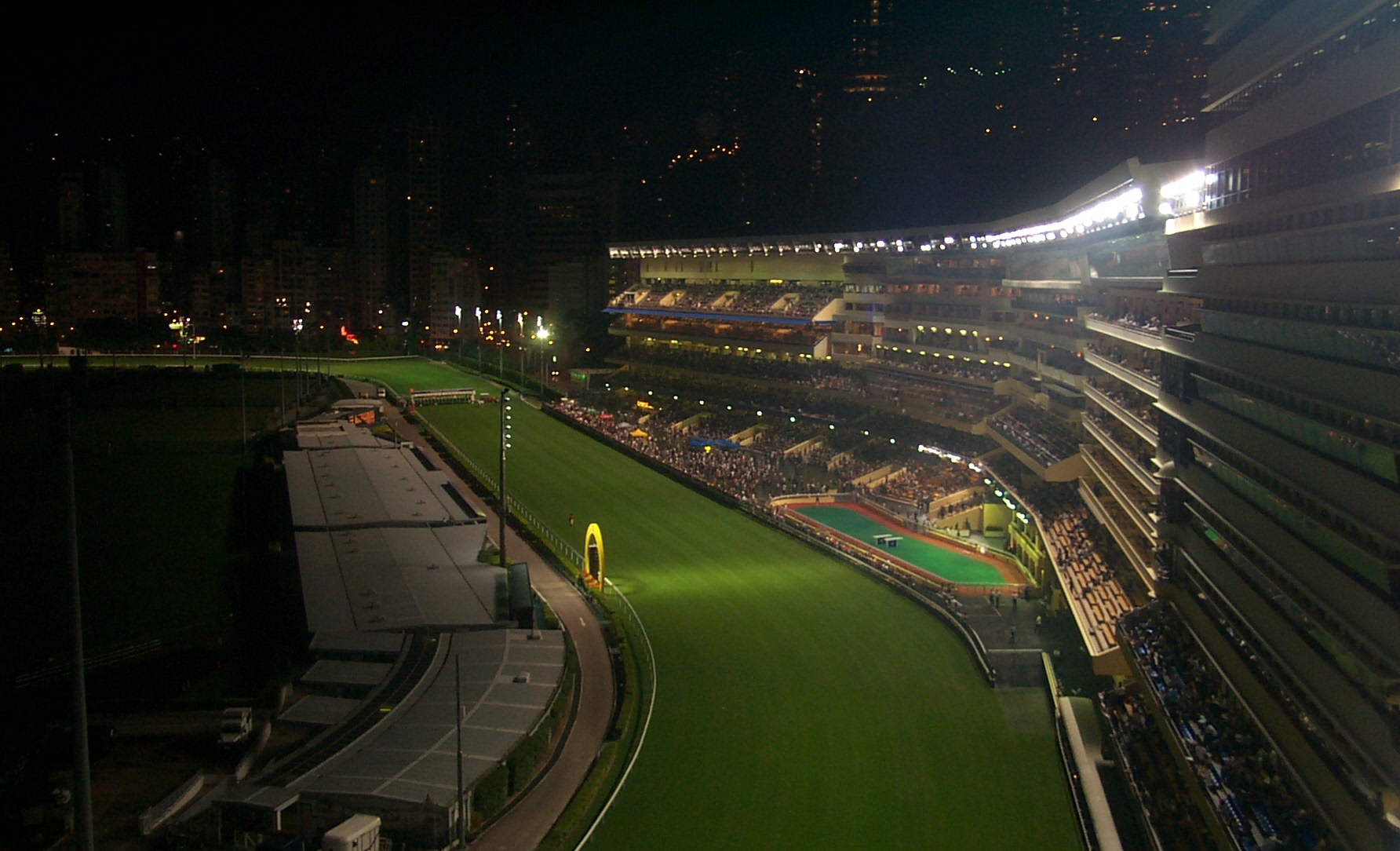
Ипподром Happy Valley Racecourse в Гонконге с трибунами

Некоторые гоночные трассы мало что предлагают в плане постоянной инфраструктуры, кроме самой трассы; другие включают помещения для зрителей, такие как трибуны, помещения для приема гостей или помещения для участников, такие как пит-лейны и гаражи, загоны и конюшни. Несколько гоночных трасс включены в более крупные объекты или комплексы, включающие поля для гольфа, музеи, отели и конференц-центры. Некоторые гоночные трассы достаточно малы, чтобы их можно было разместить в помещении для таких видов спорта, как мотокросс, велоспорт и легкая атлетика.
Многие гоночные трассы являются многоцелевыми и позволяют заниматься разными видами спорта на одной трассе или объединять несколько трасс в одном месте. Обычно беговые дорожки включаются в состав стадионов общего пользования или футбольных стадионов, которые либо постоянно видны, либо скрыты под трибунами или полями.
Многие гоночные трассы для лошадей и автоспорта можно настраивать, что позволяет использовать разные маршруты или участки. На некоторых площадках есть меньшие дорожки внутри больших, с подъездными туннелями и мостами для зрителей. Некоторые гоночные трассы включают в себя короткую трассу и более длинную трассу, в которой используется часть более короткой трассы, обычно главная прямая, например, Брэндс-Хэтч. Место проведения шоссейных гонок в Ле-Мане сосредоточено на небольшой постоянной трассе в его комплексе.

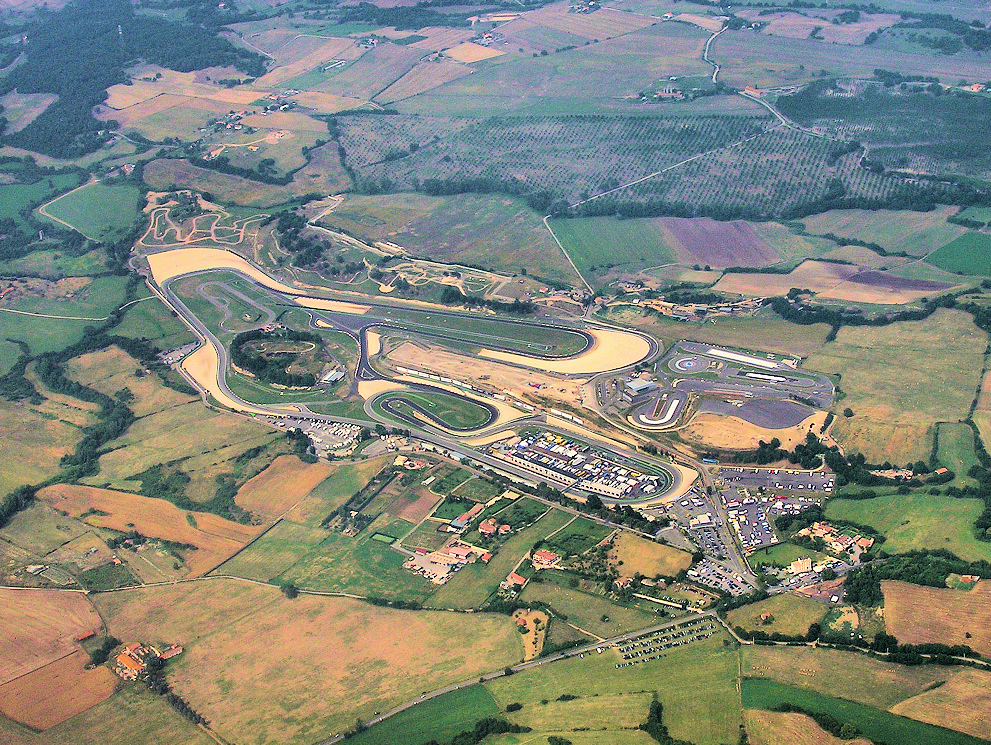
Автогоночная трасса ACI Vallelunga недалеко от Рима, Италия, типичная извилистая планировка с зонами разбега.

## Покрытия
Возможные покрытия:

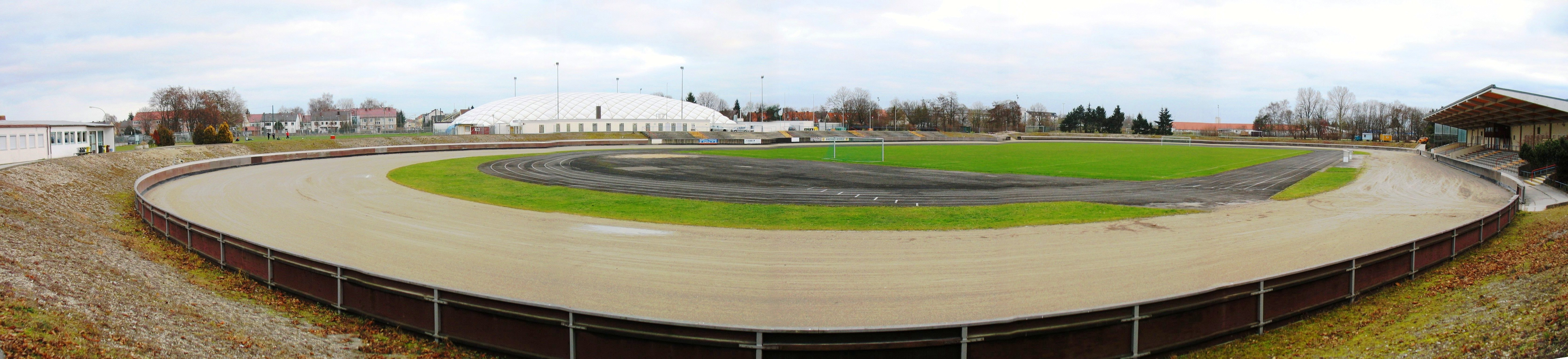
Stadion Haunstetten, песчаная дорожка

- Всепогодная беговая дорожка (шотландка) (легкая атлетика)
- Искусственный газон (электрические радиоуправляемые гонки по бездорожью)[1][2]
- Асфальт/ асфальтобетон (автоспорт, легкая атлетика, велоспорт)
- Ковер (электрические радиоуправляемые гонки)[3][4]
- Бетон (автоспорт)
- Грунт (лошади, борзые, автомобили, мотоциклы (трековые гонки), серийные автомобили, радиоуправляемые гонки по бездорожью, велоспорт)
- Трава (лошади, любительский автоспорт, бег по пересеченной местности)
- Лед (конькобежный спорт – на грунтовых трассах, бобслеях, конькобежном спорте, автогонках на льду)
- Песок (лошади, верблюды, борзые, ралли-рейд)
- Брёвна (велоспорт) (гонки на доске — ныне несуществующий)

## Автоспорт
Гоночные трассы в первую очередь предназначены для соревнований по шоссейным гонкам на скорость, с определенными линиями или столбами старта и финиша, а иногда даже с рядом определенных точек времени, которые делят трассу на временные сектора. Гоночная трасса для автомобилей (т. е. автомобильная трасса) представляет собой замкнутую трассу, а не уличную трассу с использованием временно закрытых дорог общего пользования.
На гоночных трассах могут проводиться индивидуальные или командные виды спорта. На беговых дорожках может быть предусмотрен старт с перекатывания или фиксированный старт с сопутствующим оборудованием (стартовыми блоками, клетками, ловушками для колес и т. д.). ) На них неизменно есть пит-лейн и, как правило, оборудование для хронометража.

### Макет дорожки
Некоторые автомобильные трассы имеют овальную форму и могут быть наклонены, что обеспечивает практически универсальный обзор для зрителей или высокоскоростные гонки (велоспорт, серийные автомобили). Известным из них является Нардо, где часто проходят заводские испытания высокоскоростных автомобилей, и гоночная трасса Indianapolis Motor Speedway . Некоторые овальные дорожки представляют собой вариации овальной формы по практическим соображениям или для создания различных трудностей, таких как Талладега (три овала). Большинство гоночных трасс имеют извилистые трассы с множеством поворотов, шикан и перепадов высот, что позволяет соревноваться с мастерством участников, особенно в мотокроссе и гонках на туристических автомобилях - они, как правило, преобладают в большей части мира, но особенно в Европе.

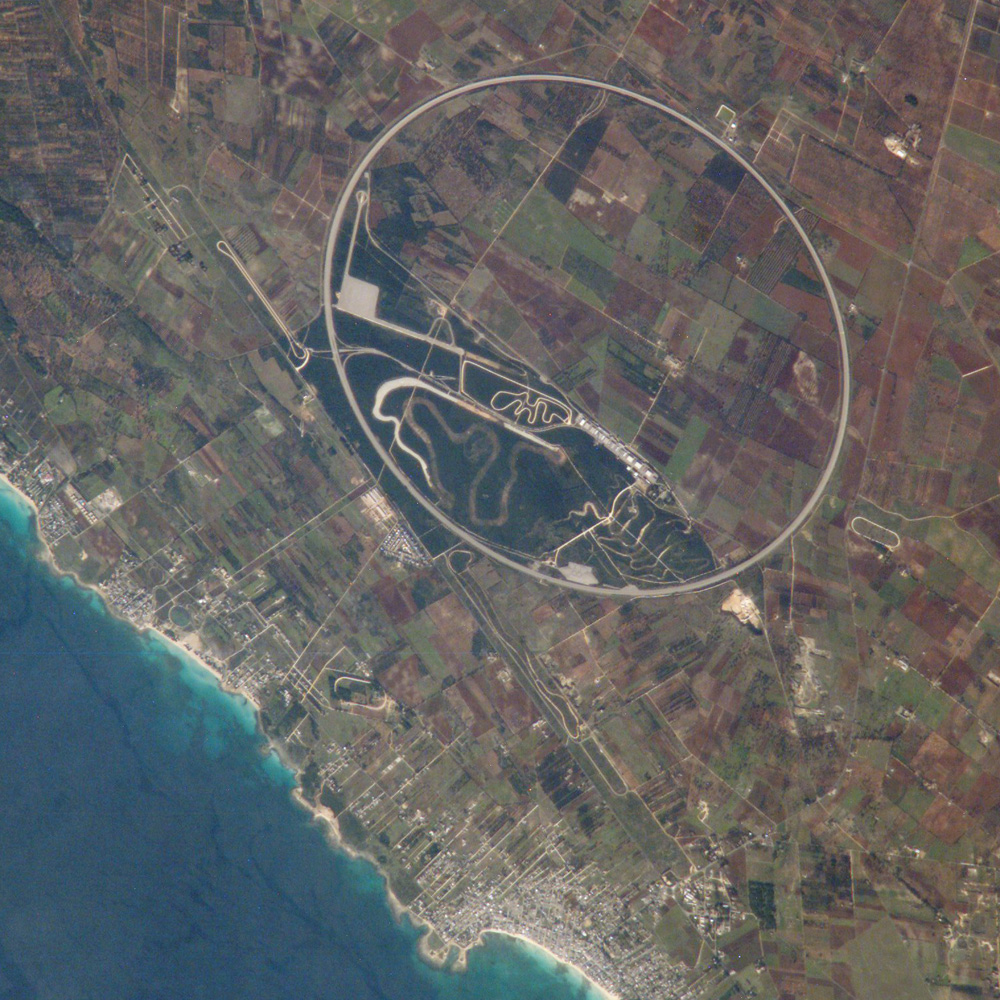
Фотография из космоса кольца Нардо в Италии, это 12,6 км длиной и идеально круглый – изображение было снято с МКС под углом, из-за чего оно кажется эллиптическим.

### Дорожные схемы
Более плоские извилистые трассы для автоспорта иногда называют «дорожными трассами», поскольку самые ранние гоночные трассы были просто закрытыми дорогами общего пользования. Некоторые автодромы специально настроены на длинную прямую, а именно дрэг-рейсинг .
Настоящие дорожные трассы все еще используются, например, Гран-при Австралии был проведен в Аделаиде и по-прежнему проходит в Мельбурне на обычных городских улицах. Самыми известными из них являются Гран-при Монако и трасса Спа-Франкоршам в Бельгии. Это не постоянные объекты, построенные для гонок.

### Переоборудованные аэродромы
После Второй мировой войны многие аэродромы военного времени, особенно в Великобритании, остались без дальнейшего использования. Это совпало с послевоенным бумом автоспорта, и многие аэродромы были преобразованы в гоночные трассы, где схема трассы обычно объединяла части взлетно-посадочных полос и окружающих рулежных дорожек по периметру. Знаменитая британская трасса в Сильверстоуне является бывшим аэродромом класса А, как и Касл Комб и Гудвуд . Длинные взлетно-посадочные полосы идеально подходили для драг-стрипов, например, на гоночной трассе Santa Pod Raceway . Этот тип трека также появляется в популярном автомобильном шоу Top Gear, которое снимается на аэродроме Дансфолд в графстве Суррей, Великобритания.

## Внешние ссылки
- trackpedia.com Всемирная вики по гоночной трассе
- Racing Circuits.net Всемирная база данных автогонок
- Когда дела идут плохо - шины и гусеничные покрытия
- AudioTrackGuides.co.uk Аудиопросмотры гоночных трасс для использования в играх.
- Trackreviewers.com Обзоры и информация о треках для автоспорта